# Djinn

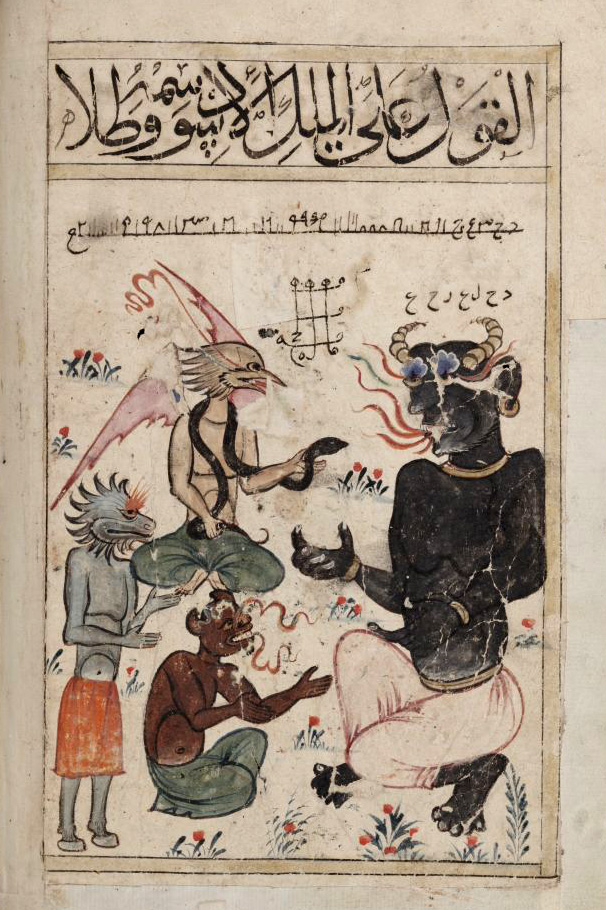
O ilustrație a unor djinn-i din Kitab al-Bulhan, secolul al XIV-lea.

Djinnii (de asemenea numiți ginni sau jinni, din arabă الجني/جن‎) sunt creaturi supranaturale, de obicei răuvoitoare, din mitologia arabă. Ei apar de asemenea și în tradițiile islamice, fiind de multe ori menționați în Coran și în multe alte texte musulmane.

## Etimologie
Djinn (sau Gin, Arabă جن‎ ǧinn) este un termen ambivalent, din tradițiile preislamice, care definește entități spirituale care acționează în lume, având atât acțiuni bune, cât și rele. Cuvântul djinn este derivat de la rădăcina verbală arabă ǧnn care înseamnă „a ascunde”,„ascuns de vedere” (conform surei Al-A‘râf [7:27] :  „O,fii ai lui Adam! Să nu vă amăgească Șeitan, așa cum i-a scos pe părinții voștri din Rai,dezbrăcându-i de veșmintele lor ca să le arate goliciunea lor! El vă vede-el și oștenii lui-în vreme ce voi nu-i vedeți! Noi i-am pus pe șeitani aliați pentru aceia care nu cred” ) și care denumește un „spirit supranatural”.
În limba arabă, djinn-ii masculini sunt numiți „jinni”, iar cei feminini „jinniya”.

## Definiție
Djinn-ii sunt creaturi din credințele populare din perioada pre-islamică, amintite de nenumărate ori în Coran, făcute din foc, asemănătoare oamenilor, înzestrate cu abilitatea de a distinge binele de rău, de a alege între adevărat sau fals , înzestrate cu intelect, cu conceptul de libertate, mai puțin puternici decât îngerii și demonii dar, cu toate acestea, având o serie de capacități care pot fi folosite în slujba binelui sau a răului, spirite invocate în scopuri magice, deseori responsabile de evenimentele miraculoase sau neobișnuite sau de boli. Sunt creaturi supranaturale care trăiesc într-o lume paralelă cu cea a noastră , djinnii pot fi „benefici” putându-i inspira pe artiști și ajuta pe oameni și „malefici” putând împrăștia bolile și cauza accidente sau alte nenorociri oamenilor. În ciuda capacităților lor pot fi manevrați de oameni prin magie.. Regele Solomon este considerat stăpânul lor prin excelență: "Și Solomon l-a moștenit pe David și a zis: “O, voi oameni! Noi am fost învățați graiul păsărilor și ni s-a dat nouă din toate lucrurile. Acesta este harul cel limpede!/Și au fost adunate la Solomon oștile sale de djinn-i, de oameni și de păsări și au fost ele aranjate în cete." . În multe culturi „djinn-ul” este portretizat ca fiind o ființă magică care îndeplinește dorințe, după modelul lui „Alladin” și al celor „O mie și una de nopți”.

## Djinn-ul în Coran
Atât Coranul cât și Sunna atestă existența djinn-ilor și faptul că aceștia au fost creați cu un scop precis, și anume acela de a se supune lui  Allah și de a-L adora pe și doar pe El, după cum reiese din sura Adh-Dhâriyât, [51 :56]: Eu nu i-am creat pe djinn-i și pe oameni decât pentru ca ei să mă adore. Cine va face acest lucru va fi răsplătit cu Paradisul, cine nu, va ajunge în Iad,potrivit surei Al-An‘âm , [6:130]: O,obște a djinn-ilor și a oamenilor! N-au venit oare la voi trimiși, aleși dintre voi care să vă vestească semnele Mele și să vă prevină asupra întâlnirii cu această zi a voastră? . Există o întreagă sură despre djinn-i în Coran numită Al-Jinn
Djinn-ilor li se dă o voce proprie în Coran, pentru a-și motiva existența si a se autodefini. Este clar că islamul consideră că și djinn-ii pot beneficia de viața veșnică promisă de Dumnezeu, ba chiar par să rivalizeze în pioșenie cu oamenii: Printre noi se aflã unii drepți și [alții] mai puțin drepți; astfel și noi am fost împărțiți în felurite cete./Noi credem că nu-L vom putea slăbi niciodată pe Allah pe pământ și nu-L vom putea slăbi pe El, fugind noi./Și când am auzit noi călăuzirea, am crezut în ea și acela care crede în Domnul său să nu se teamă nici de împuținare, nici de împovărare! 
Djinn sau geniu e o creatură supranaturală din folclorul arab și, conform învățăturilor islamice, face parte dintr-o lume paralelă cu lumea umană. Împreună, djinn-ii, oamenii și îngerii sunt trei rase create de Allah. Ca și oamenii, djinn-ii pot fi buni, răi sau neutri. Djinn-ii sunt menționați frecvent în Coran, mai mult decât atât le este dedicată o sură intitulată Surat al – Ginni. In teologia islamică, djinn-ul este o creatură cu proprie voință făcută dintr-un foc care nu scoate fum, pe când oamenii sunt făcuți din lut și îngerii din lumină. Conform Coranului Djinn-ul are voință proprie, chiar Iblis abuzând de această libertate în fața lui Allah, a refuzat să se încline în fața lui Adam atunci când Allah i-a ordonat. Pentru că nu I s-a supus lui Allah, acesta a fost exilat din paradis și numele i-a fost schimbat în Satan (Saytan). Djinn-ii sunt frecvent menționați în Coran, sura 72 (Surat al – Ginni ) purtând numele djinn-ilor și fiind un pasaj despre aceștia . O alta sură (Surat al Nas) menționează djinn-ul în ultimul vers. Totodată în Coran se menționează că Muhhamad a fost trimis ca profet “pentru oameni și djin-i” și că profeții și mesagerii au fost trimiși către ambele comunități. În mod similar cu oamenii, djinn-ii sunt înzestrați cu proprie voință ceea ce le permite să facă propriile alegeri (de ex. Alegerea oricărei religii). De obicei ei sunt invizibili pentru oameni, oamenii nefiind nici ei prezentați foarte clar pentru djin-i. Djinn-ii au puterea de a călători pe distanțe foarte mari într-un timp foarte scurt și își pot duce viața în locuri aparent inaccesibile cum ar fi munți, mări, copaci, în aer, sau chiar în comunități proprii. Ca și oamenii, Djinn-ii vor fi la rândul lor judecați în Ziua Judecății de Apoi pentru a fi trimiși în Paradis sau Iad, conform faptelor lor. Djinn are semnificația de “ceea ce este ascuns”, “umbrit”, “nevăzut “, Întunericul nopții , adâncul lucrurilor, în sens estetic desemnează inspirația poetică, faptele tinereții sau nebunia, dar și puterea vârstei și tinerețea, femininul al Djinnya, desemnând entități demonice feminine, existând numeroase superstiții referitoare la posesiunea acestor entități și dorințele erotice pe care le pot induce. Allah Subhana wa Ta’ala a creat diferite tipuri de djinn-i. Printre aceștia se numără cei care pot îmbrăca diferite forme, cum ar fi de câine sau șarpe. Unii au aripi, asemănătoare cu aripile păsărilor. Alți djinn-i călătoresc și se opresc din când în când pentru a se odihni. Abu Tha’labah al-Khushani a relatat: “ Trimisul lui Allah (Salla Allahu alaihi wa sallam) a spus: ‘Djin-ii sînt de trei feluri: cei care au aripi și zboară prin văzduh; alții care arată ca șerpii sau câinii; și unii care se opresc pentru a se odihni și apoi își reiau călătoria”. (Relatat de al-Tahhaawi in Mushkil al-Athaar, 4/95, și de al-Tabaraani in al-Kabeer, 22/214. Shaykh al-Albaani said in al-Mishkaat (2/1206, no. 4148): al-Tahhaawi și Abu’l-Shaykh l-a relatat cu un isnaad saheeh – lanț narativ autentic). Fiecare ființă umană are un djinn care o însoțește pretutindeni (qareen). Allah i-a înzestrat pe djinn-i cu puteri care nu ne-au fost date nouă, oamenilor. căci Allah ne-a informat cu privire la câteva dintre abilitățile djinn-ilor, cum ar fi cea de a se mișca rapid și a călători repede. Un ‘ifreet dintre djinni i-a promis Profetului Sulaymaan (alaihi sallam) că va aduce înaintea sa tronul reginei din Yemen, deci să-l aducă din Yemen la Ierusalim, într-o clipă,“A zis un dregător dintre djinn-i: “Eu ți-l voi aduce mai înainte ca tu să te ridici de pe locul tău, în mai puțin timp decât îi ia unui om eu sunt în stare de aceasta și sunt vrednic de încredere!” A zis unul care avea știința de Carte: “Eu ți-l voi aduce înainte ca tu să clipești din ochi!”. Și când a văzut [Solomon tronul] stând dinaintea lui, a zis el: “Aceasta este prin grația Domnului meu, ca să mă încerce dacă eu sunt mulțumitor sau sunt nemulțumitor. Însă acela care este mulțumitor este mulțumitor pentru sine însuși, cât despre acela care este nemulțumitor, Domnul meu Își este deajuns pentru Sine și El este înstărit [și] mărinimos [Ghaniy, Karim]. (Qu’ran, traducerea sensurilor, sura Al-Naml, ayat 39-40 - 27:39-40)

## Concepția musulmană despre djinn-i
În concepția musulmană djinn-ii posedă corpuri (‘Agiasam), descrise ca aburi sau fum, fiind în mod normal suprasensibili, dar putându-se arăta oamenilor sub diferite forme, ba chiar pot îndeplinii diferite munci. În Coran se spune: el a creat omul din argilă răsunătoare asemenea vaselor, și a creat djinn-i din flacăra focului fără fum “ 55, 14-15), așezând aceste entități alături de creaturi, cu mențiunea că au o consistență diferită față de celelalte entități care posedă intelect, respectiv” lumina pentru îngeri și țarâna pentru om”. Djinn-ii au și puterea de a poseda omul, așadar djinn-ii ar fi îngeri (entități spirituale) inferiori. Există și unele neprecizări referitoare la djinn-i. Coranul este ambiguu față de esența lui Iblis, fiind in același timp considerat unul dintre îngeri (Coran 2,34), dar și unul dintre djinn-i 18,50. 
Coranul afirmă că djinn-ii locuiesc în “cerurile inferioare”, ei fiind identificați in coran cu zeitățile păgâne cărora li se închină necredincioșii 6,100.128;34, 41; 37,158; 72, 6). Coranul prezintă credința locuitorilor din Mecca în legătura dintre Allah și djin-i 72,6, O proiecție a sistemului religios arhaic, invocându-i pentru a le cere ajutorul . Intreaga Sura 72 cu cele 28 de versete ale sale dedicată fiind acestor entități, cu mesajul central care vine în apărarea cultului monoteist interzicându-se asocierea cultului unicului dumnezeu Allah cu orice invocare sau alăturare a altor entități spirituale care sunt creaturi și nu zeități. Se dorește și îndepărtarea reminiscențelor din credințele vechi. Pe fondul moștenirii arhaice islamul din timpul profetului concretizat apoi în Coran, ne oferă o concepție ambiguă despre djinn-i: avem o conotație angelologică a unor entități subordonate lui Allah, care aparțin îngerilor buni, dar și o conotație demonologică, djinn-ii fiind descriși asemenea demonilor sau spiritelor rele .
Coranul amintește despre ingerința diavolilor în regatul lui Solomon în sura 2, 102 și 21,82, enumeră puterile pe care le are “ punând diavolii la lucru” astfel încât are puterea de a stăpânii vânturile de a construi, în Sura 38, 34-40, Subliniindu-se originea necurata a puterilor sale .
Zeitățile păgâne sunt desemnate nu numai prin termenul Al – Shayatin, ci și prin termenul djinn. Caracterul neutru este exprimat în Sura 72, 1-2 unde se amintește despre primirea Coranului de către anumiți djinn-i, la fel și în Sura 46,29, unde o mulțime de djinn-i e trimisă să asculte Coranul, asemenea oamenilor existând djinn-i care se mântuiesc dar și alții care sunt destinați iadului. Coranul subliniază însă aspectul moral al acceptării dreptății destinată atât oamenilor cat și djinn-ilor 114, 1-6 ) 
O interpretare teologica de tradiție sunnită referitoare la organizarea lumii djinn-ilor este făcută de scriitorul arab de culoare. Abu Uthman Amr ibn Bahr Mahbun al-Kinani al-Lithi al-Basri (776-868), cunoscut și sub numele de Al Djahir, care sugerează existența unei ierarhii a lumii demonice in funcție de modul de acțiune. Concepția apropiată de credințele populare prin Shaytan, numește un djinn degenerat, urmează entitățile denumite Marid capabile de a efectua munci fizice și de a stăpâni forțele cerului Surele 37,6-10; 72, 8-9 ), Ifrit fiind cel mai puternic dintre djinn-i. Această înțelegere a termenului coranic Ifrit ca fiind un djinn rău trebuie luată în considerare în contextul credințelor populare fiind clară semnificația de “căpetenie” a acestor entități. După cum am menționat mai sus, acesta stăpânește o armată de oameni, de djinn-i și de păsări “, care amenință tronul reginei din Saba, fiind vorba despre o sura din perioada pre-Mecca. Sura 27,39 (intitulată An-Naml-furnicile”) afirmă “A zis Ifrit dintre djinn-i: eu ți-l voi aduce mai înainte ca tu să te ridici de pe locul tău căci eu sunt în stare de aceasta și sunt vrednic de încredere!”. Traducerile coranului din Arabă în alte limbi subliniază semnificația de conducător, dregător puternic, redutabil, înlocuind termenul Ifrit cu semnificația exegetică a acestuia .
În sinteză, termenul djinn este de origine străveche și revelează trecerea de la o concepție religioasă animistă (genius loci) spre o viziune politeistă o categorie de entități subordonate unui zeu creator alături de alte Divinități specializate într-un anumit raport față de lume). În Coran, djinn-ii reprezintă o categorie de îngeri inferiori, sunt entități spirituale invizibile. Care se pot revela printr un corp eteric, acționează în lumea istorică prin “inspirații” sau chiar prin îndeplinirea diferitelor munci în favoarea unui vrăjitor, Pot fi subordonați unui om care stăpânește magia, cazul lui Solomon, de unde și manipularea fenomenelor meteorologice legate de ploaie grindină și vânt) având și posibiltatea de a asculta Coranul și a se mântui asemenea oamenilor așa cum o parte dintre oameni și djinn-i sunt condamnați Iadului.

## Caracteristici
Djinn-ii au fost creați înaintea oamenilor.Au fost creați din foc , oamenii din lut, iar îngerii din lumină